# تام نیکولز (بازیکن فوتبال)
تام نیکولز (انگلیسی: Tom Nichols؛ زادهٔ ۲۸ اوت ۱۹۹۳) بازیکن فوتبال اهل بریتانیا است.
از باشگاه‌هایی که در آن بازی کرده‌است می‌توان به باشگاه فوتبال پیتربورو یونایتد، باشگاه فوتبال هرفورد یونایتد، باشگاه فوتبال بث سیتی، و باشگاه فوتبال اکستر سیتی اشاره کرد.